# 新潟県道356号半蔵金入広瀬停車場線
新潟県道356号半蔵金入広瀬停車場線（にいがたけんどう356ごう はんぞうがねいりひろせていしゃじょうせん）は、新潟県長岡市から同県魚沼市に至る一般県道である。

## 概要

### 路線データ
- 起点：新潟県長岡市半蔵金字田代（新潟県道24号栃尾山古志線交点）
- 終点：入広瀬停車場（新潟県魚沼市大栃山字新田道下、新潟県道419号穴沢大栃山線交点）

## 通過する自治体
- 新潟県
  - 長岡市 -魚沼市

## 接続する道路
- 新潟県道24号栃尾山古志線（起点：長岡市半蔵金字田代）

この間未開通区間あり（長岡市半蔵金字田代（起点） - 魚沼市福山新田）
この間冬季閉鎖区間あり（場所：魚沼市福山新田地内、距離：0.4km、期間：11月下旬～6月上旬、迂回路：なし）
- 新潟県道57号栃尾守門線・新潟県道476号西中野俣小平尾線（魚沼市福山新田地内で重複）
- 国道290号（魚沼市西名 - 魚沼市渋川で重複）
- 新潟県道346号親柄大白川停車場線（魚沼市長鳥）（「国道290号」重複区間）
- 国道252号（魚沼市渋川 - 魚沼市大栃山で重複）
- 新潟県道419号穴沢大栃山線（終点：魚沼市大栃山字新田道下、「入広瀬駅」南方）

## 周辺
- JR只見線
  - 上条駅 - 入広瀬駅
- 魚沼市役所 入広瀬庁舎（旧・入広瀬村役場）
- 魚沼市立入広瀬中学校
- 魚沼市立入広瀬小学校
- JA北魚沼 入広瀬支店
- 守門郵便局
- 上条郵便局
- 入広瀬郵便局
- 福山簡易郵便局
- Aコープ北魚沼 上条店
- 寿和温泉
- 道の駅いりひろせ
- 破間川